# Sagittaria altigena
Sagittaria altigena là một loài thực vật có hoa trong họ Alismataceae. Loài này được Hand.-Mazz. miêu tả khoa học đầu tiên năm 1936.